# Rio Pari
O rio Pari ou Pari-Veado é um rio brasileiro do estado de São Paulo. Afluente do rio Paranapanema, nasce no município de Echaporã, indo para o sul atravessa Platina e deságua no rio Paranapanema entre Palmital e Cândido Mota.
Possui a Usina Hidrelétrica de Pari Veado. Tem uma extensão de cerca de 60 quilômetros.